# Solange Lavielle
Solange Lavielle est une chimiste française, professeur à Sorbonne Université, et membre du Laboratoire des BioMolécules (LBM) à l'École normale supérieure (Paris).

## Biographie
Diplômée ingénieur à l'École nationale supérieure des ingénieurs en arts chimiques et technologiques (ENSCT), elle soutient en 1977 une thèse de doctorat sous la direction d'Andrée Marquet à l'Université Pierre et Marie Curie – Paris 6, intitulée Synthèse totale de la biotine, ou vitamine H, et de quelques analogues de la biotine. Elle effectue une année de post-doctorat dans l'équipe de Jacques Glowinski (Laboratoire de Neuropharmacologie, au Collège de France), sur la régulation de la voie dopaminergique mésocorticale. Elle passe ensuite deux ans de post-doctorat au Salk Institute, La Jolla (Laboratories of Neuroendocrinology) sous la direction de Roger Guillemin, sur la synthèse de la somatostatine glycosylée.
Recrutée au CNRS en tant que chargée de recherche, puis promue directeur de recherche, elle travaille avec Gérard Chassaing, en collaboration avec le laboratoire de Jacques Glowinski, sur les peptides et les tachykinines. En 1997 elle est nommée professeur des universités à l'Université Pierre et Marie Curie – Paris 6, et dirige de 1999 à 2008 le laboratoire « Synthèse, structure et fonction de molécules bioactives » (UMR 7613). De 2009 à 2013 elle dirige le Laboratoire des BioMolécules (UMR 7203), associant le CNRS, l'ENS et l'UPMC.
Originaire du Pays basque, elle organise en juin 1997 à Biarritz le 4e symposium international de chimie bio-organique, sous l'égide de l'IUPAC. Elle représente la France à l'European Peptide Society, de 2006 à 2012. Elle préside de 2004 à 2008 la section 16 du Comité National du CNRS.

## Publications
Elle est auteur de 212 articles scientifiques publiés dans des revues à comité de lecture, cités 4463 fois dans la littérature scientifique. Ses travaux avec Gérard Chassaing font référence dans le domaine de la chimie et de la synthèse des peptides. 
- (en) Raquel de Oliveira, Mathieu Durand, Lylian Challier, Pierluca Messina, Jean-Marie Swiecicki, Margherita Di Pisa, Gérard Chassaing, Solange Lavielle, Olivier Buriez et Éric Labbe, « Electrochemical quenching of the fluorescence produced by NBD-labelled cell penetrating peptides: A contribution to the study of their internalization in large unilamellar vesicles », Journal of Electroanalytical Chemistry,‎ février 2017 (ISSN 1873-2569, DOI 10.1016/j.jelechem.2017.02.006, lire en ligne) ;
- (en) Jean-Marie Swiecicki, Frédéric Thiebaut, Margherita Di Pisa, Simon Bertin, Julien Tailhades, Christelle Mansuy, Fabienne Burlina, Serge Chwetzoff, Germain Trugnan, Gérard Chassaing et Solange Lavielle, « How to unveil self-quenched fluorophores and subsequently map the subcellular distribution of exogenous peptides », Scientific Reports,‎ 3 février 2016 (ISSN 2045-2322, DOI 10.1038/srep20237, lire en ligne)

## Distinctions
- 1989 : prix Claude-Berthault, décerné par l'Institut de France sur proposition de l'Académie des sciences, pour ses travaux sur la synthèse de peptides[7].